# Великобычковская поселковая община
Великобычковская поселковая общи́на (укр. Великобичківська селищна громада) — территориальная община в Раховском районе Закарпатской области Украины.
Административный центр — посёлок Великий Бычков.
Население составляет 29 605 человек. Площадь — 583,7 км².

## Населённые пункты
В состав общины входит 2 посёлка (Великий Бычков и Кобылецкая Поляна) и 7 сёл:
- Верхнее Водяное
- Стримба
- Косовская Поляна
- Водица
- Плаюц
- Луг
- Росошка